# Pedicia lobifera
Pedicia (Crunobia) lobifera là một loài ruồi trong họ Pediciidae. Chúng phân bố ở vùng sinh thái Palearctic.